# 354 a.C.

## Eventos
- Marco Fábio Ambusto, pela terceira vez, e Tito Quíncio Peno Capitolino Crispino, cônsules romanos.